# آسترونزی
آسترونزی یا آسترونزیا (Austronesia) از نظر تاریخی اشاره به سرزمین مادری مردمان آسترونزیایی می‌کند. مردم آسترونزیایی مجموعه مردمانی در جنوب شرقی آسیا و اقیانوسیه هستند که ویژگی مشترک آنها استفاده از خانواده زبانهای آسترونزیایی است. نمونه زبانهای آسترونزیایی عبارتند از: زبان اندونزیایی، مالایی، فیلیپینی، مائوری، مالاگاسی، هاوایی، فیجیایی، و زبانهای فرمزی و حدود یک هزار زبان دیگر. تایوان سرزمین مادری زبانهای آسترونزیایی شناخته می‌شود.
نام Austronesia می‌آید از واژه لاتین austrālis به معنی «جنوب» به علاوه واژه یونانی νήσος (nêsos) به معنی «جزیره».
امروزه آسترونزی اشاره به مناطقی دارد که در آن زبان‌های آسترونزیایی به کار می‌رود؛ بنابراین، آسترونزی حدود نیمی از جهان را از نظر جغرافیایی تحت پوشش قرار می‌دهد. آسترونزی عمدتاً اقیانوس و جزایر اقیانوسی است. این ناحیه از ماداگاسکار در غرب تا جزیره ایستر در شرق گسترده است. منطقه آسترونزی دارای سه بخش است: تایوان (Formosa)، ناحیه دریایی آسیای جنوب شرقی و اقیانوسیه آسترونزیایی (میکرونزی، ملانزی و پلی نزی).

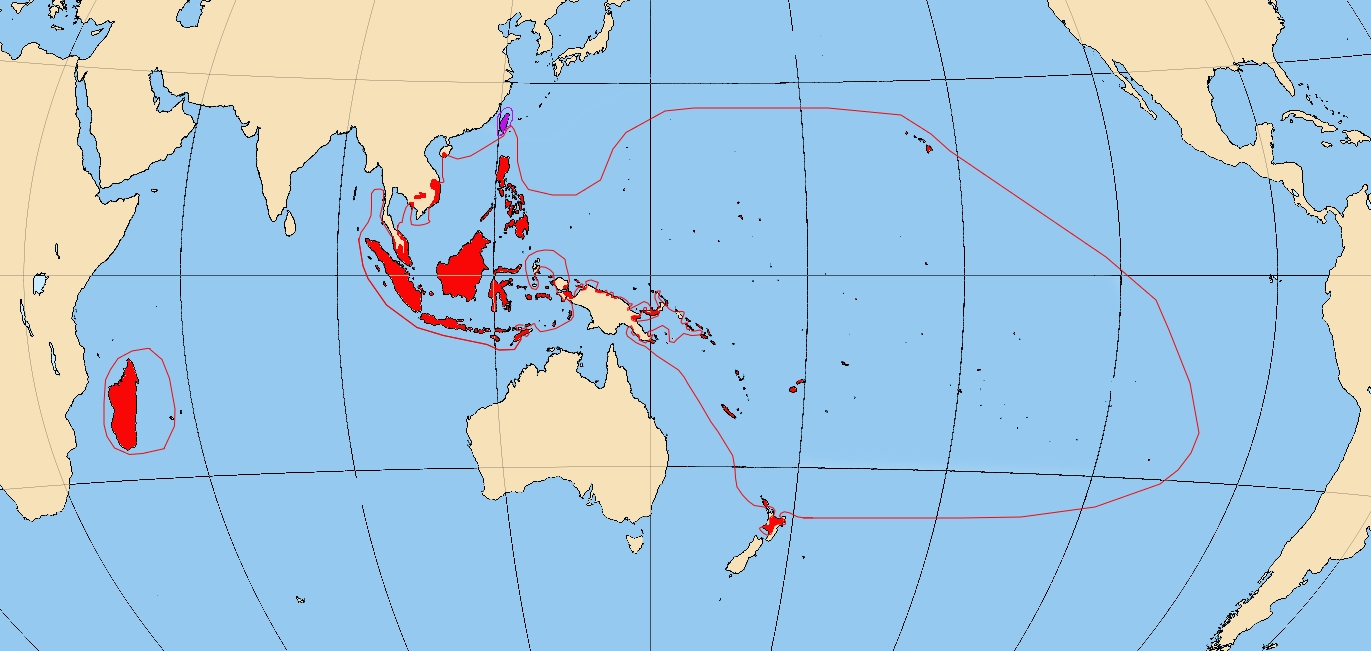
مناطقی که در آنها ربانهای زبانهای آسترونزیایی استفاده می‌شود پهنایی برابر با ۲۰۰ درجه طول جغرافیایی دارند و از ماداگاسکار تا جزیره ایستر گسترده‌اند.